# Talmage Powell
Pour les articles homonymes, voir Powell.
Talmage Powell, né le 4 octobre 1920 à Henderson en Caroline du Nord et mort le 9 mars 2000 à Asheville en Caroline du Nord, est un écrivain et un nouvelliste américain dans le genre littérature policière.

## Biographie
Talmage Powell se consacre à l’écriture à partir de 1942 après avoir été joueur de clarinette professionnel et professeur de musique.
Au début de sa carrière d’écrivain, il écrit, sous son nom ou sous un de ses nombreux pseudonymes, plus de 200 nouvelles dans les pulps comme Dime Mystery, Black Mask… puis après leur disparition plus de 300 autres dans les revues et magazines Ellery Queen's Mystery Magazine, Alfred Hitchcock’s Magazine, Manhunt… Il écrit son premier roman, The Smasher, en 1959. Puis la même année, reprenant un héros, Lloyd Carter, détective privé travaillant pour la National Detective Agency, figurant dans une nouvelle publiée dans Black Mask en juillet 1949, Her Dagger Before Me, il commence une série de cinq romans avec The Killer is Mine. Lloyd Carter est rebaptisé Ed Rivers. Sous le pseudonyme de Jack McCready, il écrit un roman The Raper en 1962 et sous le pseudonyme-maison Ellery Queen, 4 autres romans de 1963 à 1966. Il écrit en 1969 et 1970, 2 novélisations de la série télévisée Mission impossible ainsi que quelques scénarios de la série Alfred Hitchcock présente.

## Œuvre

### Sous son nom
- The Smasher (1959)
- The Killer is Mine (1959)
- The Girl’s Number Doesn’t Answer (1960)
- Man Killer (1960)
- The Girl Who Killed Things (1960)
- With A Madman Behind Me (1962)
- Start Screaming Murder (1962)
- Corpus Delectable (1965)
- The Cage (1969)
- The Priceless Particle (1969)
- The Money Explosion (1970)

### Sous le nom de Jack McCready
- The Raper (1962)

### Sous le nom d’Ellery Queen
- Murder With a Past (1963)
- Beware the Young Stranger (1965)
- Where is Bianca ? (1966)
- Who Spies, Who Kills ? (1966)